# La Violetera
La Violetera es un cuplé compuesto por José Padilla en 1914 con letra de Eduardo Montesinos e interpretado y popularizado por la cantante española Raquel Meller y por la actriz Sara Montiel.
El cuplé fue compuesto por José Padilla durante su estancia en París como director de la orquesta del casino de la capital francesa.

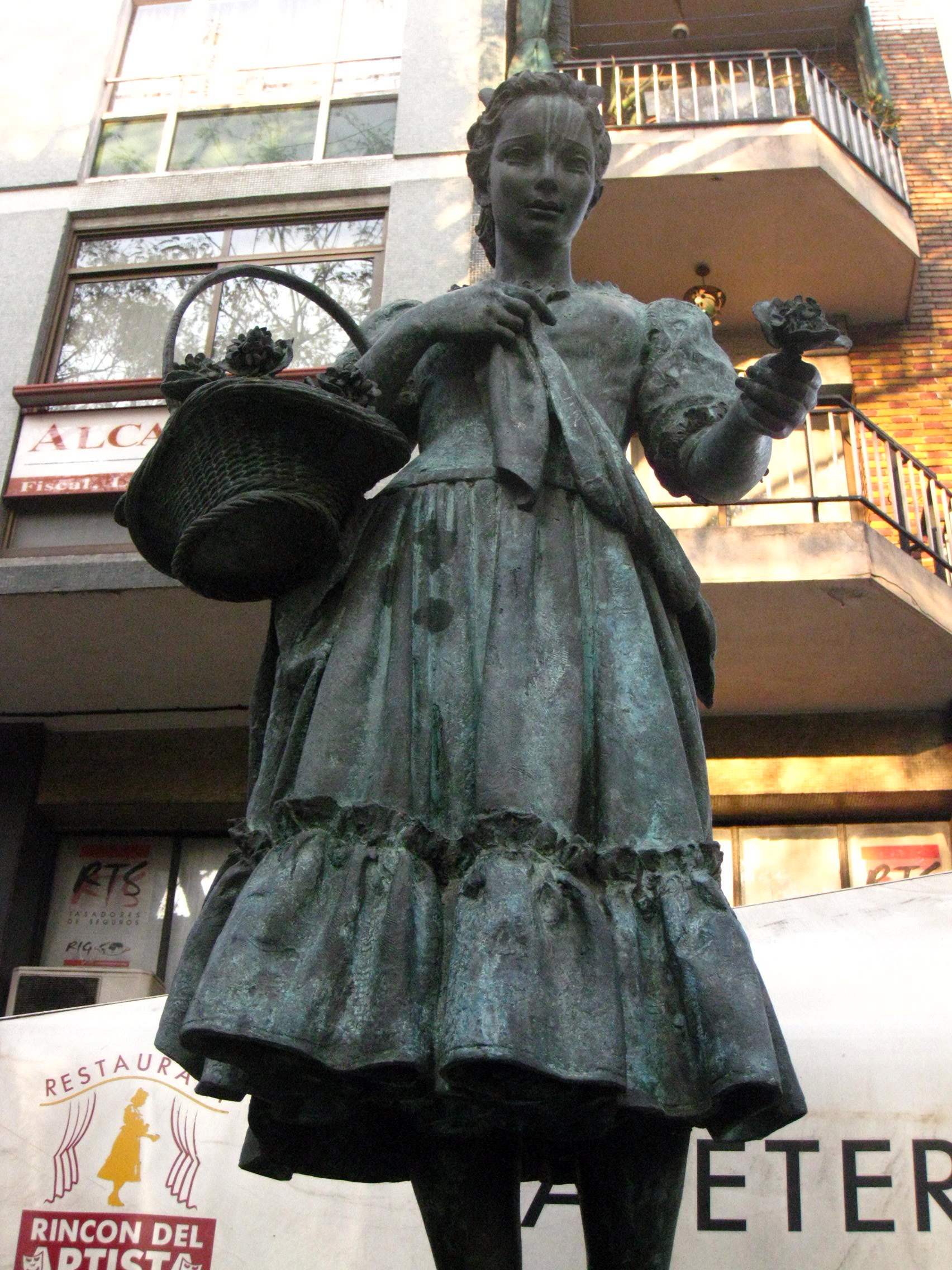
Fuente de Raquel Meller (1966) en Barcelona

Su estreno se produjo en Barcelona, con la interpretación de la cupletista Carmen Flores, aunque quien lo popularizó entre el gran público español y francés primero, y posteriormente mundial, fue la cantante Raquel Meller.

## Interpretaciones
En 1923 fue incluida en el musical de Broadway Little Miss Bluebeard a ritmo de tango y traducida al inglés con el título Who´ll buy my violets?

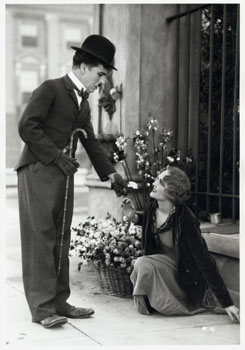
Charlie Chaplin en Luces de la ciudad en una escena con la vendedora de flores ciega

En 1926 la cantó Carlos Gardel con adaptación musical de Anselmo Aieta y letra de Francisco García Gimenez, acompañado por los guitarristas José Ricardo y Guillermo Barbieri.
En 1931 Charles Chaplin la incluye en Luces de la ciudad como el tema recurrente de la vendedora de flores ciega. Pese a la popularidad de la película, el maestro Padilla interpone una denuncia en París, que gana, por carecer Chaplin de los derechos de la canción.
En 1958 alcanza una gran popularidad gracias a la interpretación de Sara Montiel en la película La violetera dirigida por Luis César Amadori.. Sara Montiel vuelve a grabar el tema en 1988 para su álbum Purísima Sara junto con Montserrat Caballé.
También hay versiones de La violetera por Dinah Shore (1946), Conchita Bautista (1969), Montserrat Caballé (1970), Concha Piquer, Nana Moskouri (1987), Marta Santaolalla (1958), María Dolores Pradera, Nathy Peluso en la gala de los Goya de 2021 etcétera.   
Con arreglos instrumentales hay versiones de Who´ll buy my violets? de Nick Perito (1962) y la Orquesta de Tommy Dorsey. Aparece, con arreglos de tango, en la banda sonora de Scent of a Woman (1993) interpretada por The Tango Project. También fue interpretada en la banda sonora de la película All night long (1981) de Barbara Streisand.
También hay arreglos en francés con el nombre de Chanson de la marchande de violettes interpretadas por Dalida en la película Fading Gigoló (2013) de John Turturro.

## Letra
Como aves precursoras de primavera

en Madrid aparecen las violeteras

que pregonando parecen golondrinas

que van piando, que van piando.

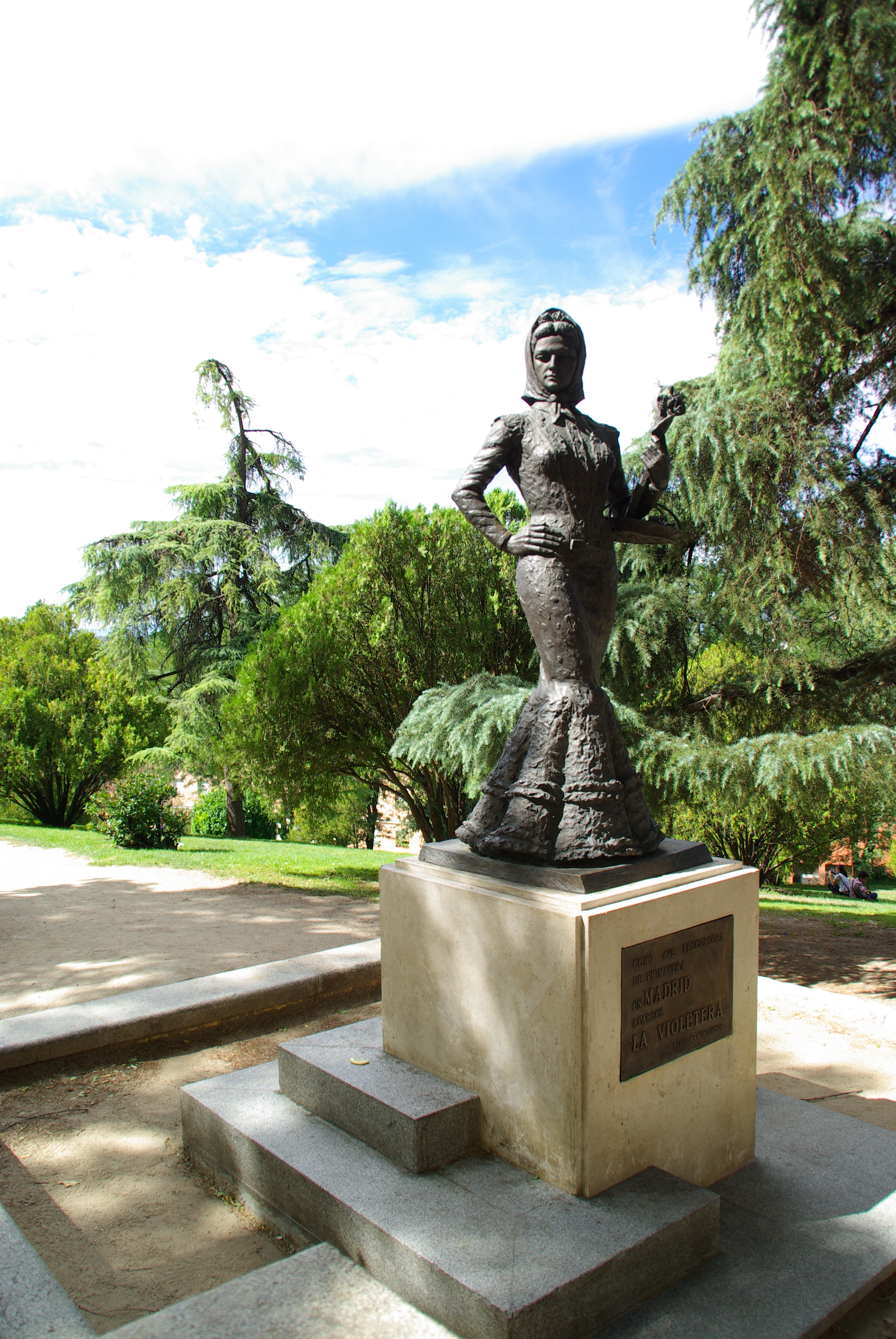
La Violetera en Madrid, obra de Santiago de Santiago

Llévelo usted señorito que no vale más que un real.

Cómpreme usted este ramito

Cómpreme usted este ramito

pa' lucirlo en el ojal.

Son sus ojos alegres, su faz risueña,

Lo que se dice un tipo de madrileña

neta y castiza, que si entorna los ojos

te cauteriza, te cauteriza.

Llévelo usted señorito que no vale más que un real.

Cómpreme usted este ramito

Cómpreme usted este ramito

pa' lucirlo en el ojal.

## Esculturas y calles
En Barcelona, frente al Teatro El Molino se encuentra la estatua de Raquel Meller en su interpretación de La Violetera.
Originalmente situada en la confluencia de las calles Gran Vía y Alcalá, la escultura de la violetera de Madrid del escultor Santiago de Santiago fue trasladada en 2002 al Jardín de las Vistillas. La escultura representa a Celia Gámez en el papel de la castiza vendedora de nardos en Las Leandras (1931) inspirado por la canción La violetera del Maestro Padilla.
En Madrid se encuentra la calle La Violetera en reconocimiento a la película de La Violetera de 1958.